# Afrodite llora (Garau)
Afrodite llora ("Aphrodite Crying"; Afrodite piange en italiano) es el título de una obra del polémico artista italiano Salvatore Garau. Fabricadas entre 2021 las piezas son un espacio vacío, con unos papeles de certificación firmados por el artista vendidos a 38.000 dólares. 
Como arte conceptual, consiste en un certificado de autenticidad que lleva adheridos diagramas detallados e instrucciones para su correcta exhibición por parte del comprador.
Situada frente a la Federal Hall y a pocos pasos de la Bolsa de Nueva York, “Afrodita llora” de Salvatore Garau, la tercera de siete obras “inmateriales” que serán colocadas en otras tantas ciudades repartidas por todo el mundo. Realizada gracias al patrocinio del Instituto Italiano de Cultura de Nueva York, que también ha creado una sala virtual en una plataforma dedicada para mostrar el video de la obra en todo el mundo.
“Afrodita llora” es una escultura inmaterial que existe solo porque así lo ha decidido el artista. Una obra hecha de solo aire, que toma forma gracias a la imaginación de quien observa, pero sobre todo con impacto ambiental cero y no reproducible en la red: a diferencia del arte digital de los NFT, hacia el cual Garau se opone, las esculturas de Garau no son un agregado de píxeles, no una imagen, sino su negación.
“Afrodita llora” es una escultura inmaterial que existe solo porque así lo ha decidido el artista. Una obra hecha de solo aire, que toma forma gracias a la imaginación de quien observa, pero sobre todo con impacto ambiental cero y no reproducible en la red: a diferencia del arte digital de los NFT, hacia el cual Garau se opone, las esculturas de Garau no son un agregado de píxeles, no una imagen, sino su negación.

## Concepto
Garau afirma: “En el momento en que decido exponer en un determinado espacio una escultura inmaterial, ese lugar concentrará una cierta cantidad y densidad de pensamientos en un punto preciso, creando una escultura que, solo con mi título, tomará las formas más diversas. El concepto de mis esculturas se aparta completamente de las provocaciones de Marcel Duchamp a principios del siglo XX o, posteriormente, del arte conceptual de los años sesenta. La ausencia de la materia para mí es un acto de amor hacia lo desconocido y el misterio al que casi toda la humanidad se aferra”.  “Estamos viviendo un momento en el que nuestra fisicidad, nuestro ser, está siendo reemplazado por nuestras imágenes virtuales y nuestra voz. Nuestro ser carne y hueso debe enfrentar la Ausencia, que es la verdadera presencia en estos tiempos”.

## Descripción
“Afrodita llora” está identificada por un círculo blanco con un puntito rojo en su centro, acompañado de una intensa banda sonora, casi como un protagonista alternativo, interpretada con el violín de Anna Tifu, la guitarra de Andrea Cutri y la batería tocada por el mismo Garau, miembro en los años 70 y 80 de Stormy Six con la música que vive con el arte mismo.